# Cosaques d'Astrakhan

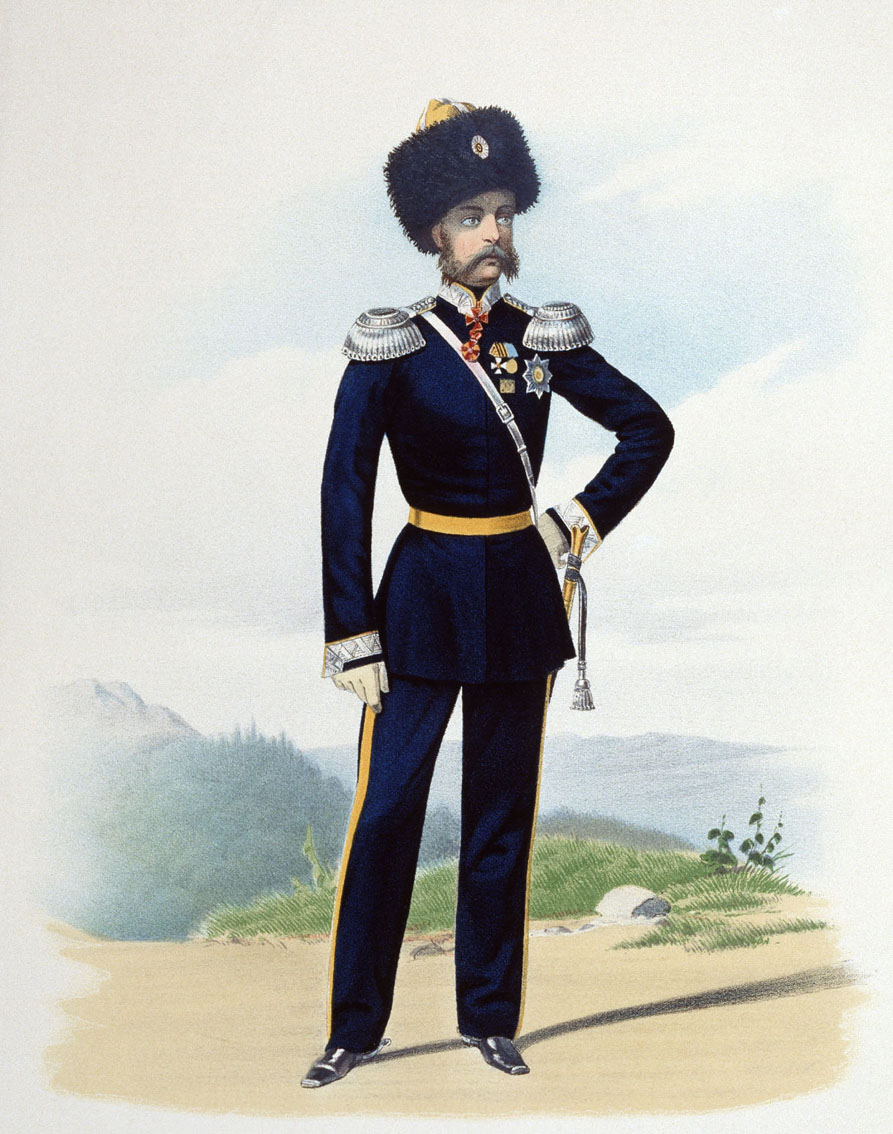
Général des cosaques d’Astrakhan, 1862.

L’armée des cosaques d’Astrakhan (en russe : Астраханское казачье войско) est une communauté de cosaques présente sur le cours inférieur de la Volga depuis l’annexion du Khanat d'Astrakhan par la Russie en 1556.

## Histoire
En 1737 le sénat russe décide de la formation d’une unité cosaque composée de trois cents Kalmouks. Sa fonction était de garder la frontière de l’empire russe et de protéger les populations locales des attaques des Kazakhs. En 1750 l’unité est portée à 500 cosaques et devient un régiment, basé à Astrakhan.
Après le départ de nombreux Kalmouks en 1771, les cosaques d’Astrakhan voient leurs rangs renforcés par des cosaques de la Volga. En 1817 le régiment d’Astrakhan, fort de 16 sotnias, est réorganisé en armée cosaque, composée de trois régiments.
Les cosaques d’Astrakhan participent aux guerres napoléoniennes, aux guerres russo-turques ainsi qu’à la Première Guerre mondiale.
En 1916 on recense près de 40 000 cosaques d’Astrakhan. L’armée cosaque est dissoute à l’issue de la guerre civile russe.

## Couleurs
Les cosaques d’Astrakhan portent traditionnellement des pattes d’épaule, bandes de pantalon et des casquettes à bandeaux jaunes sur un uniforme bleu foncé.